# Apache OpenOffice Draw
Apache OpenOffice Draw, in precedenza OpenOffice.org Draw, è un programma di software libero, della suite Apache OpenOffice sviluppata dalla Apache Software Foundation, per la creazione di grafica vettoriale. I file  Draw possono essere esportati in PDF e Flash nativamente.
Così come la suite di cui fa parte, può essere utilizzato su diversi sistemi operativi differenti, come GNU/Linux, Microsoft Windows e macOS

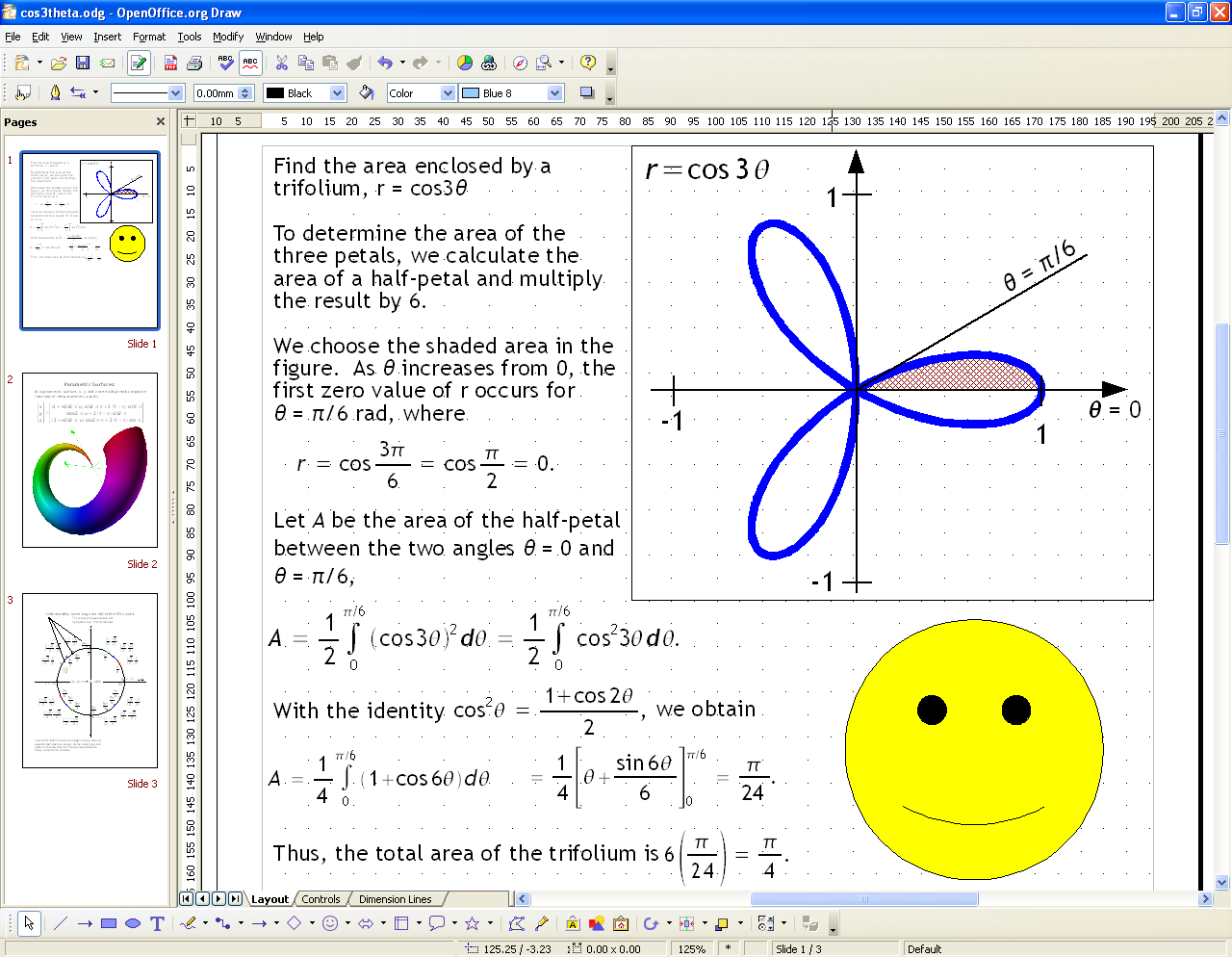
Disegno con Draw 2x

## Disegno 2D
Lo strumento Draw fornisce la maggior parte degli strumenti standard specifici di un programma di disegno vettoriale:
- livelli base sovrapposti che possono essere manipolati in modo indipendente
- ogni elemento grafico è un "oggetto" che può essere disegnato, spostato, scalato, deformato, ecc. con possibilità di assegnare degli attributi (tipo e colore di linea, tipo e colore di riempimento, ecc.)
- tra gli elementi grafici si possono trovare:
  - curve, poligoni, curve spline
  - archi, cerchi
  - stringhe di caratteri
- funzioni di quotatura

## Funzioni di disegno avanzate
Inglese: Screenshot di OpenOffice.org Draw 2.x
- Le formule sono oggetti di OpenOffice Math.
- Il font usato è il Trebuchet MS (un font sans-serif disegnato nel 1996 per Microsoft).
- Il Trifoglio è stato importato da Inkscape.

## Funzione 3D

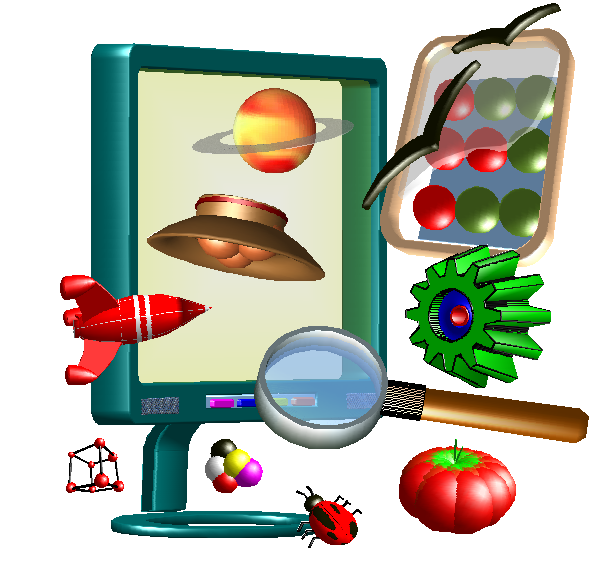
il 3D con Draw

Il modulo 3D permette di inserire qualche elemento predefinito (cubo, sfera, cono, piramide, ecc.) o di definire dall'utente una serie di forme 2D. Le forme 2D sono trasformate per estrusione dritta o conica e per rivoluzione in 3D.
Sono generate da un'unica funzione Effetti 3D, che consente numerose impostazioni, come:
- Rappresentazione - rendering (Gouraud, Phong, Plat), ombreggiatura, fotocamera
- Illuminazione - otto sorgenti di luce di tipo Spot (oltre all'atmosfera) con regolazione singola dei colori e della posizione spaziale
- Textures - gestione in cinque varianti per comando on/off delle texture applicate
- Materiali - regolazione colori/riflessi per imitare i materiali

In sintesi, il 3D con Draw è basato su due principi: si possono creare forme 3D ed unirle in uno spazio comune (Raggruppamento 3D), ma non si possono realizzare operazioni booleane su queste forme 3D, nemmeno agire su una sola sfaccettatura. La vista è prospettica ma le azioni sono limitate al piano 2D (x, y) di fronte allo schermo.

## Supporto SVG
Attualmente OpenOffice supporta ufficialmente l'esportazione nel formato SVG, anche se con alcune limitazioni da risolvere. Il filtro di importazione SVG, tuttavia, è ancora in sviluppo e richiede l'installazione del Java Runtime Environment.
Si prevede che come il formato SVG e filtri SVG evolveranno, gli utenti saranno in grado di utilizzare Draw per modificare la raccolta su larga scala di campioni SVG di Open Clip Art Library, per i quali per ora è molto più indicato Inkscape.
La versione parallela/concorrente open source della Novell, Go-oo Draw, dalla versione 3.0 ha la funzione incorporata di apertura dei file SVG.